# Kashima-jingū

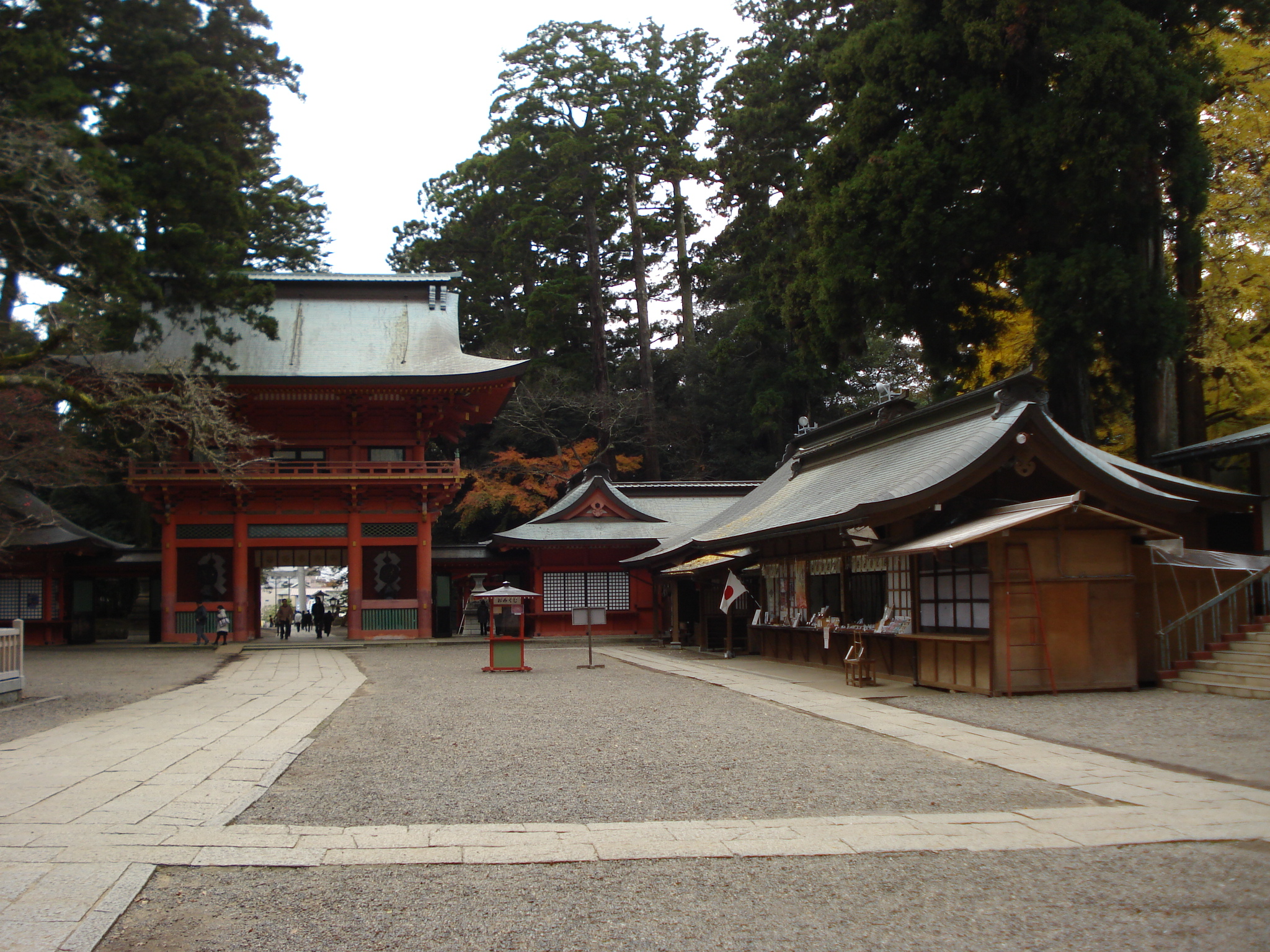
Kashima-jingū

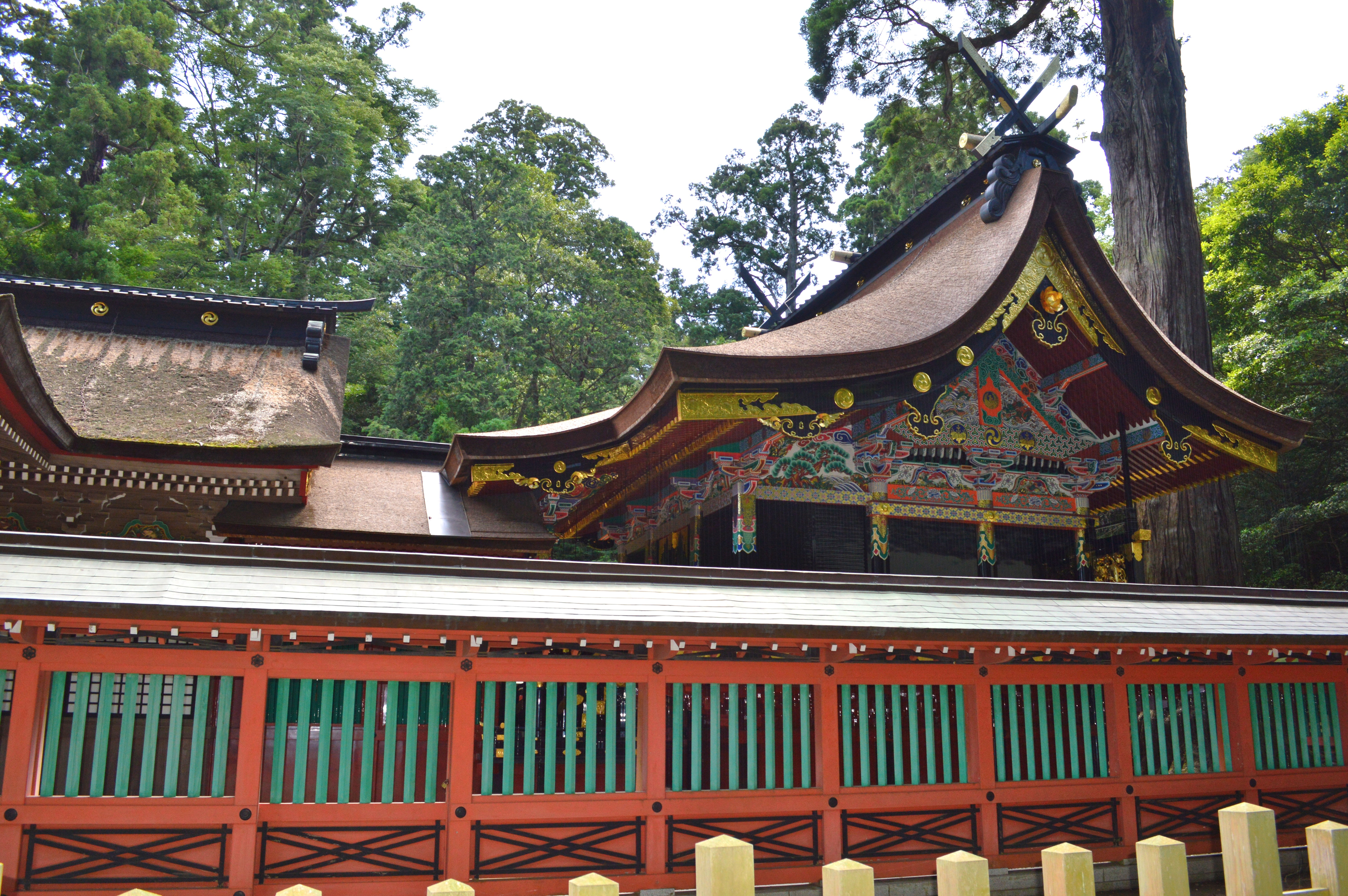
Honden

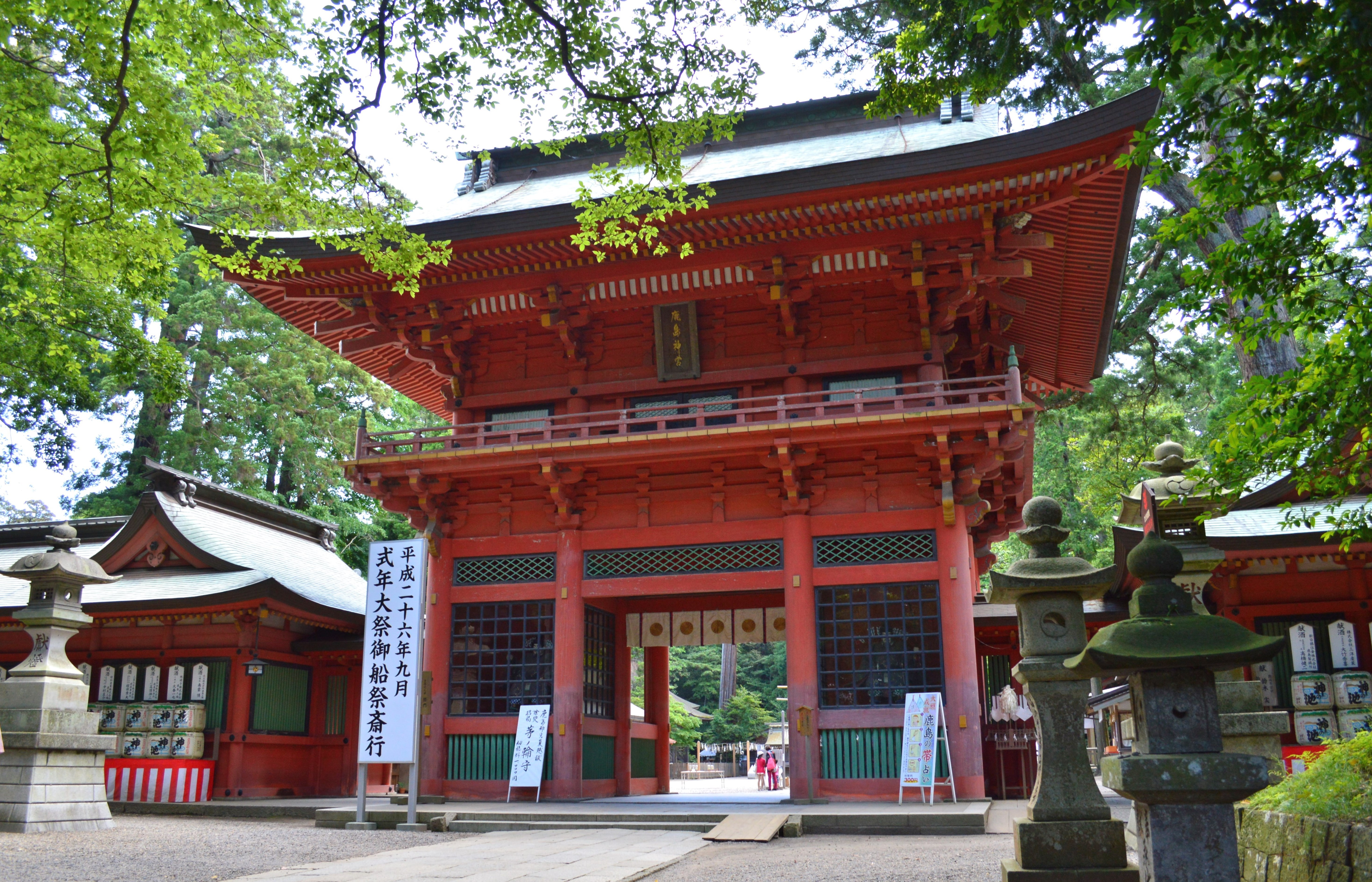
Rōmon

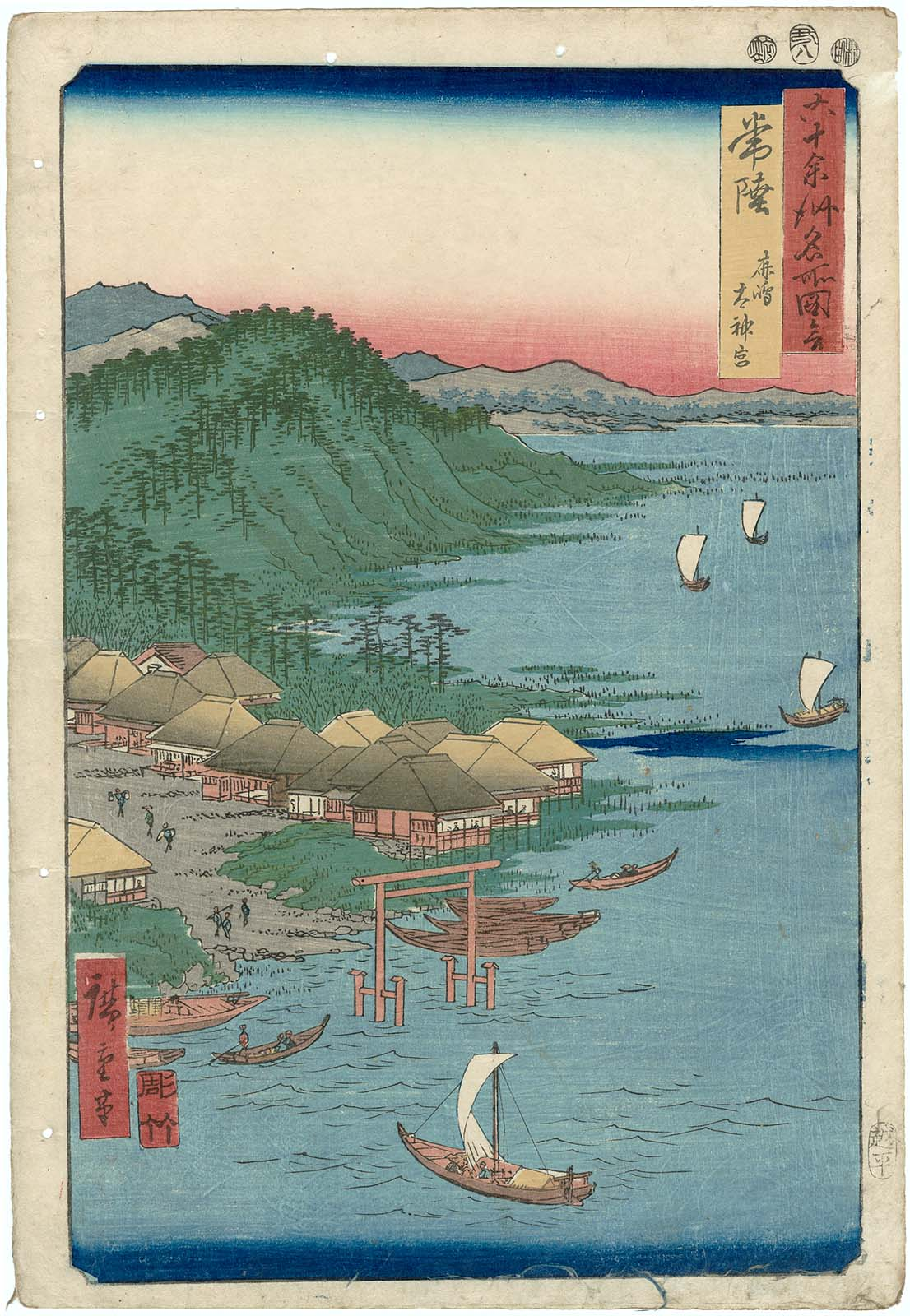
Hiroshige: Berühmte Gegenden der mehr als 60 Provinzen

Der Kashima-jingū (jap. 鹿島神宮) ist ein Shintō-Schrein in der japanischen Stadt Kashima, Präfektur Ibaraki. Er ist einer der bekanntesten Schreine in der Kantō-Region.
Sein genaues Alter ist nicht bekannt. Eine Legende führt seinen Ursprung bis ins Jahr 660 vor Christus zurück. Dem Hitachi no kuni fudoki aus dem 8. Jahrhundert zufolge entstand er jedoch aus der Zusammenlegung von drei Schreinen in der Regierungszeit der Kaiserin Shōtoku (r. 764–70).
Die Hauptgottheit des Kashima-jingū, Takemikazuchi (s. u.), wird darüber hinaus in den ältesten Mythen erwähnt und hatte als Ahnengottheit der mächtigen Fujiwara besondere Relevanz für den Kami-Kult am antiken Tennō-Hof. Deswegen trägt der Kashima-Schrein den Titel „Götterpalast“ (神宮, jingū) und gehört zudem zu den Chokusaisha, Schreinen, die in regelmäßigen Abständen (hier: sechs Jahre) Gaben durch einen Abgesandten des Tennō erhalten. Auch wurde er ursprünglich – ebenso wie die anderen Götterpaläste Ise- und Katori-jingū – bis ins 15. Jahrhundert alle 20 Jahre abgerissen und neu errichtet (s. shikinen sengū).
Der Schrein ist besonders beliebt für Harai- und Misogi-Übungen, die dort u. a. am heiligen Teich Mitarashi (bzw. Ō-te-barai) praktiziert werden.

## Kami
Nach dem Hitachi no kuni fudoki (713–721) das lokale Sitten und Gebräuche beschreibt, war die Hauptgottheit Kashima-no-ama-no-ōkami (香島天之大神). Kojiki (712) und Nihonshoki (720) die die offizielle kaiserliche Perspektive darstellen nennen jedoch Takemikazuchi als Hauptgottheit. Vermutlich wurde eine lokale Gottheit „nationalisiert“ nachdem der eng mit dem Kaiserhaus verbundene Nakatomi-Klan den Schrein übernahm und dadurch Takemikazuchi mit dieser Gottheit als Kashima Daimyōjin (鹿島大明神) identifiziert.
Takemikazuchi steht in besonderer Beziehung zu Futsunushi, dem Haupt-Kami des nahe gelegenen Katori-jingū, da beide zusammen den Abstieg von Ninigi auf die Erde vorbereiteten, indem sie das Land „befriedeten“, und auch sonst in der Mythologie des Shintō eine große Rolle spielen. Sie sollen einander oft besuchen, weswegen das Gebiet zwischen den beiden Schreinen (Shin-shin-goetsu genannt) als heilig gilt. Beiden Schreine stellen außerdem die Zentren eigener Schreinnetzwerke und damit verbundener Kulte dar (hier der Kashima-Glaube (鹿島信仰 Kashima shinkō)), die in ganz Japan verbreitet sind. Im feudalen Japan pilgerten Krieger oft in einer kashima-dachi genannten Wallfahrt zum Kashima-Schrein, bevor sie in die Schlacht zogen.
Rund um den Kashima-jingū findet man, ebenso wie rund um den Kasuga-Taisha in Nara, zahme Hirsche. Diese gelten als Götterboten oder Tierbegleiter des Takemikazuchi. Zahlreiche mittelalterliche Darstellungen zeigen wie dieser Gott in Begleitung des Futsunushi auf dem Rücken eines Hirsches in die Gegend der Hauptstadt zieht, um im Kasuga-Schrein eine Art Zweitwohnsitz zu beziehen.
Der Gottkörper (shintai) von Takemikazuchi ist ein besonders langes Schwert, das in alten Zeiten während des Kashima-Festes gezogen und von den Priestern verehrt wurde, während alle anwesenden Personen ebenfalls Schwerter trugen und diese vor dem Schrein zogen.
Die Rüstung von Takemikazuchi wurde der Überlieferung nach in einem kleinen Nebenschrein, dem Mikasa-jinja (ein massha, vormals als Kabuto-no-miya bekannt) auf dem Gelände verehrt.
Weitere Nebenschreine existieren auf dem Gelände des Kashima-jingū, in denen die „wilden Seelen“ (ara-mitama) von Take-mika-zuchi und Ame-no-koyane verehrt werden.
Weitere Kami des Schreins sind u. a. Izanagi (verehrt im Kumano-jinja, ein massha), Hiru-ko (verehrt im Umi-be-no-yashiro ein masha), Toyouke-hime (hier unter dem Namen Miketsu-no-kami), Taka-okami und Kuraokami. Des Weiteren existieren auch ein Schrein für Susanoo und zwei für Ōkuninushi, sowie je einer für Iku-tsu-hiko-ne (ein Sohn von Amaterasu) und Takakuraji (ein Gefährte des Jimmu-tennō).
Im Toshi-sha wird ein nicht näher bestimmter Toshi-gami verehrt.

## Kashima und der Erdbeben-Wels

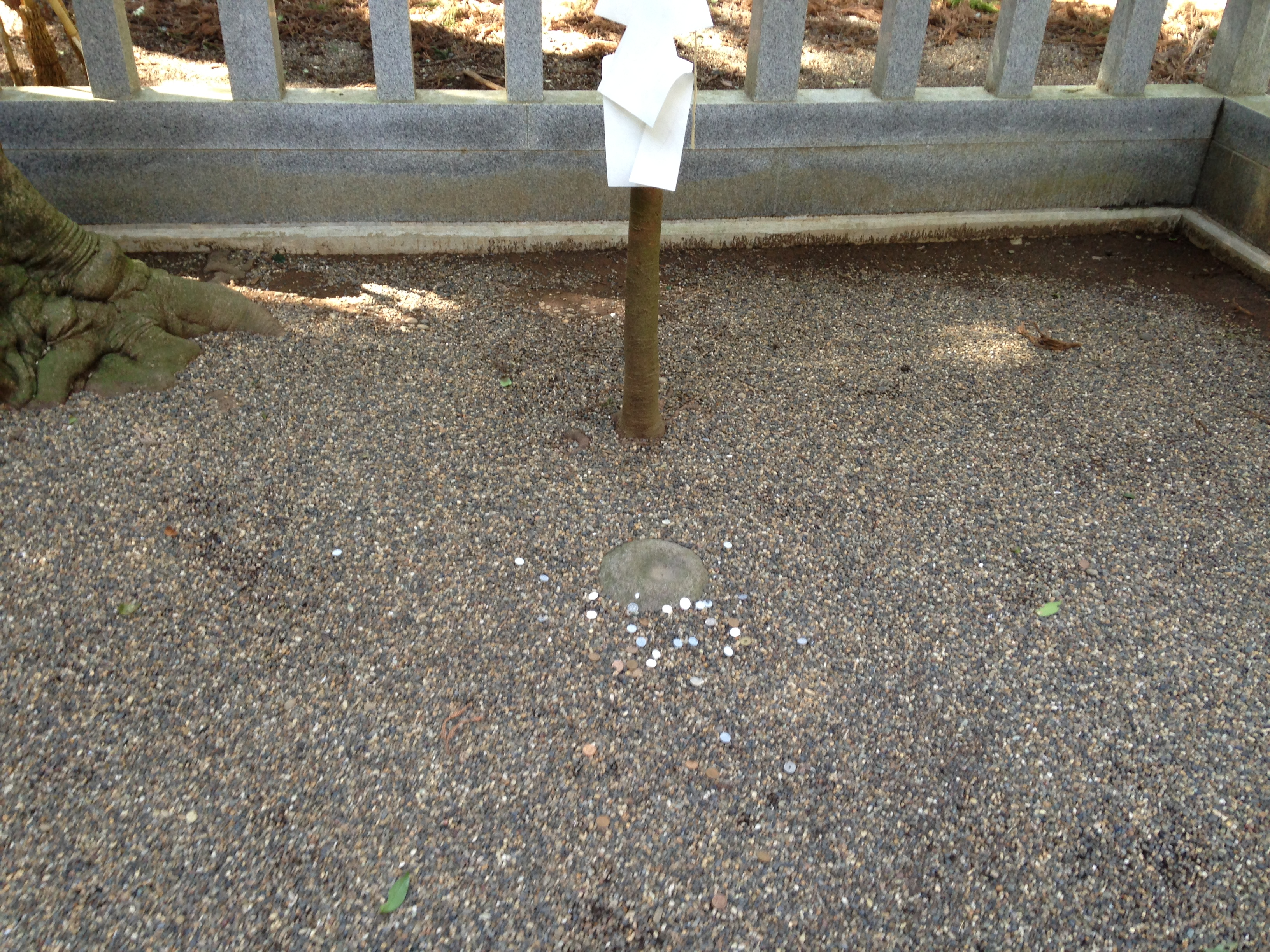
Kaname-ishi

In der Edo-Zeit war die Gottheit von Kashima (damals eher unter dem Namen Kashima Daimyōjin) vor allem für ihre Fähigkeit berühmt, Erdbeben zu kontrollieren. Davon zeugt bis heute der so genannte Kaname-ishi (dt. Schlussstein), ein Felsen, der in einem Seitenschrein verehrt wird. Dieser Fels ragt angeblich tief ins Erdreich und hält den Riesenwels (ō-namazu), der in der Sage für den Ausbruch von Erdbeben verantwortlich ist, unter der Erdoberfläche. Da die Kraft des Felsens allein nicht ausreicht, den Riesenwels zu kontrollieren, wurde Kashima Daimyōjin angerufen, der mit seinem Schwert dabei helfen sollte, den Kopf des Welses am Erdgrund festzuhalten. Der Riesenwels mit dem Schlussstein auf dem Rücken wurde auf einigen Farbholzschnitten nach dem großen Erdbeben des Jahres 1855 abgebildet. Gelegentlich finden sich auch Abbildungen von Kashima Daimyōjin, wie er versucht, den Wels mit dem Schwert unter Kontrolle zu halten.
Die Legende wurde immerhin so ernst genommen, dass Tokugawa Mitsukuni, der Daimyō von Mito, Grabungen rund um den Felsen vornehmen ließ, die aber laut Schreinlegende nur dazu führten, dass die am Tag gegrabene Grube sich bei Nacht von selbst wieder füllte. Angeblich wurde der Stein in alten Zeiten auch mit Wisteria-Ranken am Boden festgemacht.

## Feste
9. März: Tag des Saito-sai, ca. tausend ujiko (Gemeindemitglieder) spielen in altertümlichen Rüstungen die Wallfahrt nach, die Samurai hierhin unternahmen, bevor sie in die Schlacht zogen.
1.–3. September: Alle fünfzehn Jahre findet an diesen Tagen das Shikinen-mi-fune-sai statt. In der ersten Hälfte des ersten Tages werden misogi und mitama-shizume im alten Koshin-dō-Stil ausgeübt.

## Kulturgüter
Das Schwert-shintai von Kashima ist ein Nationalschatz Japans.
Mehrere Gebäude, darunter Haupthalle (honden), Gebetshalle (haiden), Opferhalle (heiden) und deren Verbindungskorridor (ishinoma), das Torgebäude (rōmon), die Ausweichhalle (karidono), die Haupthalle des Zweigschreins (sessha) Okunomiya (奥宮), sowie der älteste erhaltene lackierte Sattel aus der Kamakura-Zeit sind als Wichtige Kulturgüter Japans ausgezeichnet.